# Larpelites annulicornis
Larpelites annulicornis là một loài tò vò trong họ Ichneumonidae.